# Christian Puggioni
Christian Puggioni (Genova, 17 gennaio 1981) è un ex calciatore italiano, di ruolo portiere.

## Biografia
Nasce a Genova il 17 gennaio 1981; il padre Antonello è originario della città di Bosa, provincia di Oristano, mentre la madre Franca è originaria di Santo Stefano d'Aveto. È sposato con Elena Ripamonti, ex modella, da cui ha avuto tre figli: Christopher Gabriel, Emmanuel e Mathias. Il 17 ottobre 2018, presso l'Università Mediterranea di Reggio Calabria consegue la laurea magistrale in giurisprudenza discutendo la propria tesi dal titolo “I diritti audiovisivi sportivi”, ottenendo poi tre anni dopo il titolo di Avvocato.

## Caratteristiche tecniche
Portiere agile e tempestivo nelle uscite, mostrava personalità nel dirigere la retroguardia.

## Carriera

### Club

#### Gli inizi: Samp, Varese, Borgomanero e Giulianova
Puggioni inizia a giocare a calcio all’età di 7 anni nell'Angelo Baiardo, società dilettantistica genovese, da dove viene acquistato dalla Sampdoria all'età di 9 anni per la categoria Pulcini. Effettua tutto il settore giovanile, vestendo la casacca blucerchiata per 9 anni fino alla Primavera. Nella stagione 1999-2000 viene promosso in prima squadra come terzo portiere e il 22 aprile 2000 è in panchina come secondo portiere nel match casalingo Sampdoria-Napoli valido per il campionato di serie B. Contemporaneamente si impiega come operaio al porto di Genova, e riceve diverse convocazioni con la Nazionale Under-18, poi con l'Under-20.
Nella stagione 2000/2001 viene ceduto in prestito in Serie C1 al Varese, dove esordisce tra i professionisti il 1º ottobre 2000, vincendo il derby Varese-Como per 1-0. All’inizio del campionato 2001-2002 si svincola dalla Sampdoria e firma per una stagione con il Borgomanero, in Serie D. Disputa un intero campionato, collezionando 33 presenze e stabilendo il record stagionale di imbattibilità mantenendo la porta inviolata per circa 700 minuti.
Nella stagione successiva, inizia ad allenarsi con l'Équipe Romagna, per poi trasferirsi in Portogallo allo Sporting Lisbona di Cristiano Ronaldo, dove resta per oltre due mesi per un provino. L'affare non si concretizza per un tecnicismo burocratico e nel luglio 2003 Puggioni ricomincia dal Giulianova, in serie C1. Partito inizialmente come riserva, a gennaio si guadagna i gradi di titolare, contribuendo al raggiungimento della salvezza con 19 presenze.

#### Pisa, Reggina ed i prestiti a Perugia e Piacenza
Nell'estate 2004 approda al Pisa; in breve ne diventa capitano e vi rimane per 3 stagioni, fino al gennaio 2007. Nelle prime 20 gare di campionato incassa solo 5 gol, ed è il portiere meno battuto d'Europa: il record a fine gennaio gli vale la chiamata dalla Reggina, con cui esordisce in Serie A il 4 marzo nella gara contro il Parma. In quei quattro mesi contribuisce alla salvezza della Reggina (partita con una penalizzazione di 11 punti), diventando cittadino onorario della città di Reggio Calabria il 27 maggio 2007.
A luglio 2007 verrà ceduto in prestito al Perugia in Serie C1 con cui disputerà i play-off per la promozione in serie B e verrà premiato come miglior giocatore della stagione con il premio "miglior grifone dell'anno". La Reggina lo richiama per disputare il campionato di Serie A e gennaio diventerà titolare al posto di Andrea Campagnolo giocando tutto il girone di ritorno.
Nel luglio 2009 si trasferisce in prestito al Piacenza confermandosi uno dei migliori portieri della serie cadetta alle spalle solo di Francesco Antonioli e Matteo Sereni. Infatti la Reggina lo richiamerà nella sua formazione titolare facendogli firmare il prolungamento di contratto fino a giugno 2013. Nella stagione 2010-2011 disputa i play-off per la promozione in Serie A e viene eletto MVP dell'anno dal pubblico reggino.

#### Chievo
Il 19 agosto 2011, dopo 4 anni sullo Stretto, viene ufficializzato il suo passaggio al Chievo, in Serie A, dove firma un contratto che lo lega alla società clivense fino a giugno 2014. A gennaio della stagione 2012-2013 diventa titolare e, grazie alle sue ottime prestazioni, nell'estate prolunga il proprio contratto fino a giugno 2016. Inizia da titolare anche la stagione 2013-2014, nella quale stabilisce sia il record personale di imbattibilità nella massima serie sia quello nella storia del ChievoVerona, con 515 minuti senza subire reti; chiuderà la stagione con 23 presenze.
La stagione successiva viene estromesso dalla rosa a seguito del suo rifiuto a trasferirsi al Genoa, dovuto alla militanza in blucerchiato e alla sua fede calcistica. Per questo motivo la tifoseria della Sampdoria (squadra di cui è tifoso) gli dedica uno striscione nel corso della partita con il Chievo del 24 settembre 2014. In virtù della ingiusta esclusione dalla rosa, Puggioni intenta una causa per mobbing che lo vedrà vincitore nei confronti del ChievoVerona, che si vedrà condannato a pagare oltre che lo stipendio normale una somma aggiuntiva (quantificata dal collegio arbitrale) pari alla misura del 20% del contratto lordo a titolo di risarcimento danni. A seguito della pronuncia del collegio arbitrale e del forzato reintegro in rosa, le due parti risolveranno consensualmente il loro contratto di lavoro. Verrà poi invitato come relatore al convegno "Il mobbing e il calcio" tenutosi alla sede dell'Ordine degli Avvocati di Genova.

#### Il ritorno alla Sampdoria
Il 1 luglio 2015 torna dopo quindici anni nella squadra dov'è cresciuto calcisticamente e per la quale fa il tifo, la Sampdoria. 
Nella stagione 2016/2017, precisamente il 22 ottobre 2016, farà il suo esordio da titolare in maglia blucerchiata nella vittoria 2-1 nel 113º Derby della Lanterna. A fine stagione risulterà essere il portiere utilizzato maggiormente sia in campionato che in Coppa Italia e in virtù delle sue ottime prestazioni il 1º febbraio 2017 rinnoverà il proprio contratto fino a giugno 2019. Inizia la stagione 2017/2018 da titolare giocando le prime 9 partite di campionato e le prime tre sfide di coppa Italia per poi essere ceduto a fine gennaio 2018 al Benevento Calcio. Nella sua ultima stagione in blucerchiato si toglierà la soddisfazione di aver vinto tre derby consecutivi, di cui uno da assoluto protagonista, e di aver stabilito il nuovo record di vittorie consecutive casalinghe battendo anche la storica formazione blucerchiata che vinse lo scudetto.

#### Benevento
Il 31 gennaio 2018, ultimo giorno della sessione invernale di calciomercato della stagione, si trasferisce a titolo definitivo al Benevento firmando un contratto che lo lega alla società sannita fino a giugno 2020. Esordisce il 4 febbraio con la maglia delle Streghe in occasione del derby Campano, finito 0-2 per il Napoli. Il 21 aprile è assoluto protagonista nella prima storica vittoria esterna nella massima serie ottenuta dal Benevento Calcio a San Siro contro il Milan, risultando uomo partita Sky.
Rimasto anche in Serie B, nel 2018/2019 disputa le prime nove partite del girone di andata, per poi non essere più convocato per volere dell’area tecnica per tutto il girone di ritorno. Escluso dalla partenza per il ritiro della stagione successiva, il 17 luglio 2019 rescinde il proprio contratto col club.

#### Vis Pesaro
Il 29 novembre 2019 firma un contratto con la Vis Pesaro, club di Serie C, legato alla Sampdoria da un solido rapporto di collaborazione, fino a giugno 2021 quando si ritira.

### Dopo il ritiro

#### Attività Sportiva
Nell’agosto 2019, oltre che conseguire l’abilitazione di allenatore UEFA B consegue il titolo di Direttore Sportivo, risultando il migliore del corso insieme a Matteo Tognozzi, ottenendo la borsa di studio, per aver redatto la miglior tesi del corso. Nella stagione 2023/2024 continua il suo percorso formativo conseguendo l'abilitazione UEFA GKB, col massimo dei voti e, nel 2024 viene inserito nella lista dei partecipanti al master di coverciano UEFA GKA.
Tra il 2019 e il 2021 è stato opinionista, commentando tecnicamente alcune gare della Lega Serie B  per DAZN mentre successivamente, per un anno, è stato ospite fisso a Telenord.
Nel luglio 2024 diventa responsabile dell'area portieri dell'Academy  Sampdoria.

#### Attività politico-sportiva
Sempre nel 2021 termina il suo ruolo di rappresentante sindacale, iniziato nel 2004, nel Consiglio Direttivo Nazionale dell’Associazione Italiana Calciatori. Alle elezioni di maggio 2016, per la nuova nomina del presidente dell'Associazione Italiana Calciatori, raccolse numerosi consensi, mettendo in forte discussione l'ex Presidente Damiano Tommasi.
Nel 2023 diventa Coordinatore degli Eventi Sportivi per il Comune di Genova, in occasione di Genova 2024 Capitale Europea dello Sport. 

## Statistiche

### Presenze e reti nei club
| Stagione          | Squadra           | Campionato        | Campionato | Campionato | Coppe nazionali | Coppe nazionali | Coppe nazionali | Coppe continentali | Coppe continentali | Coppe continentali | Altre coppe | Altre coppe | Altre coppe | Totale | Totale |
| Stagione          | Squadra           | Comp              | Pres       | Reti       | Comp            | Pres            | Reti            | Comp               | Pres               | Reti               | Comp        | Pres        | Reti        | Pres   | Reti   |
| ----------------- | ----------------- | ----------------- | ---------- | ---------- | --------------- | --------------- | --------------- | ------------------ | ------------------ | ------------------ | ----------- | ----------- | ----------- | ------ | ------ |
| 2000-2001         | Varese            | C1                | 1          | 0          | CI+CI-C         | 0               | 0               | -                  | -                  | -                  | -           | -           | -           | 1      | 0      |
| 2001-2002         | Borgomanero       | D                 | 33         | -28        | CI-D            | 0               | 0               | -                  | -                  | -                  | -           | -           | -           | 33     | -28    |
| 2003-2004         | Giulianova        | C1                | 18         | -21        | CI-C            | 1               | 0               | -                  | -                  | -                  | -           | -           | -           | 19     | -21    |
| 2004-2005         | Pisa              | C1                | 28         | -22        | CI-C            | 4               | -1              | -                  | -                  | -                  | -           | -           | -           | 32     | -23    |
| 2005-2006         | Pisa              | C1                | 33+2       | -42 + -2   | CI+CI-C         | 2+0             | -2              | -                  | -                  | -                  | -           | -           | -           | 37     | -46    |
| 2006-gen. 2007    | Pisa              | C1                | 19         | -5         | CI-C            | 2               | -1              | -                  | -                  | -                  | -           | -           | -           | 21     | -6     |
| Totale Pisa       | Totale Pisa       | Totale Pisa       | 82         | -71        |                 | 8               | -4              |                    | -                  | -                  |             | -           | -           | 90     | -75    |
| gen.-giu. 2007    | Reggina           | A                 | 3          | -5         | CI              | -               | -               | -                  | -                  | -                  | -           | -           | -           | 3      | -5     |
| 2007-2008         | Perugia           | C1                | 33+2       | -34 + -3   | CI-C            | 1               | -2              | -                  | -                  | -                  | -           | -           | -           | 36     | -39    |
| 2008-2009         | Reggina           | A                 | 16         | -23        | CI              | 1               | 0               | -                  | -                  | -                  | -           | -           | -           | 17     | -23    |
| 2009-2010         | Piacenza          | B                 | 41         | -43        | CI              | 1               | -3              | -                  | -                  | -                  | -           | -           | -           | 42     | -46    |
| 2010-2011         | Reggina           | B                 | 42+2       | -40 + -2   | CI              | 1               | 0               | -                  | -                  | -                  | -           | -           | -           | 45     | -42    |
| ago. 2011         | Reggina           | B                 | 0          | 0          | CI              | 1               | 0               | -                  | -                  | -                  | -           | -           | -           | 1      | 0      |
| Totale Reggina    | Totale Reggina    | Totale Reggina    | 63         | -70        |                 | 3               | 0               |                    | -                  | -                  |             | -           | -           | 66     | -70    |
| ago. 2011-2012    | Chievo            | A                 | 1          | 0          | CI              | 3               | -2              | -                  | -                  | -                  | -           | -           | -           | 4      | -2     |
| 2012-2013         | Chievo            | A                 | 17         | -17        | CI              | 1               | -1              | -                  | -                  | -                  | -           | -           | -           | 18     | -18    |
| 2013-2014         | Chievo            | A                 | 23         | -32        | CI              | 1               | 0               | -                  | -                  | -                  | -           | -           | -           | 24     | -32    |
| 2014-2015         | Chievo            | A                 | 0          | 0          | CI              | 0               | 0               | -                  | -                  | -                  | -           | -           | -           | 0      | 0      |
| Totale Chievo     | Totale Chievo     | Totale Chievo     | 41         | -49        |                 | 5               | -3              |                    | -                  | -                  |             | -           | -           | 46     | -52    |
| 2015-2016         | Sampdoria         | A                 | 0          | 0          | CI              | 0               | 0               | UEL                | 0                  | 0                  | -           | -           | -           | 0      | 0      |
| 2016-2017         | Sampdoria         | A                 | 21         | -35        | CI              | 2               | -4              | -                  | -                  | -                  | -           | -           | -           | 23     | -39    |
| 2017-gen. 2018    | Sampdoria         | A                 | 9          | -12        | CI              | 3               | -4              | -                  | -                  | -                  | -           | -           | -           | 12     | -16    |
| Totale Sampdoria  | Totale Sampdoria  | Totale Sampdoria  | 30         | -47        |                 | 5               | -8              |                    | -                  | -                  |             | -           | -           | 35     | -55    |
| gen.-giu. 2018    | Benevento         | A                 | 14         | -26        | CI              | -               | -               | -                  | -                  | -                  | -           | -           | -           | 14     | -26    |
| 2018-2019         | Benevento         | B                 | 9          | -13        | CI              | 2               | -2              | -                  | -                  | -                  | -           | -           | -           | 11     | -15    |
| Totale Benevento  | Totale Benevento  | Totale Benevento  | 23         | -39        |                 | 2               | -2              |                    | -                  | -                  |             | -           | -           | 25     | -41    |
| nov. 2019-2020    | Vis Pesaro        | C                 | 8          | -9         | CI-C            | 0               | 0               |                    | -                  | -                  |             | -           | -           | 8      | -9     |
| 2020-2021         | Vis Pesaro        | C                 | 3          | -7         |                 | -               | -               |                    | -                  | -                  |             | -           | -           | 3      | -7     |
| Totale Vis Pesaro | Totale Vis Pesaro | Totale Vis Pesaro | 11         | -16        |                 | 0               | -0              |                    | -                  | -                  |             | -           | -           | 11     | -16    |
| Totale Carriera   | Totale Carriera   | Totale Carriera   | 377        | -420       |                 | 26              | -22             |                    | -                  | -                  |             | -           | -           | 403    | -442   |

## Riconoscimenti
Nel giugno 2007 diventa cittadino onorario della città di Reggio Calabria ricevendo l'onorificenza direttamente dal sindaco Giuseppe Scopelliti per evidenti meriti sportivi a seguito della storica salvezza in Serie A della Reggina con una penalizzazione di 11 punti.
Il 26 novembre 2017 viene investito dall'Ordine Nazionale Cavalieri dello Sport, con il patrocinio dell' ASI, del titolo di Cavaliere dello Sport quale massima attestazione per essere riuscito con la propria capacità, l'impegno lavorativo e l'onestà, a rivalutare e mantenere vive le antiche tradizioni sociali e sportive della comunità.